# Station Międzychód Letnisko
Station Międzychód Letnisko is een spoorwegstation in de Poolse plaats Międzychód.